# 32ª Brigata meccanizzata "Acciaio"
La 32ª Brigata meccanizzata autonoma "Acciaio" (in ucraino 32-га окрема механізована Сталева бригада?, 32-ha okrema mechanizovana Staleva bryhada, unità militare A4784) è un'unità di fanteria meccanizzata delle Forze terrestri ucraine, subordinata al Comando operativo "Nord" e con base a Ozerne nell'oblast' di Kiev.

## Storia
La brigata è stata creata il 9 febbraio 2023, come parte dell'espansione dell'esercito ucraino in previsione della controffensiva estiva, iniziando immediatamente le esercitazioni del personale. Fa parte insieme ad altre 8 nuove brigate del 10º Corpo operativo, equipaggiato ed addestrato principalmente grazie agli aiuti occidentali e destinato alle operazioni offensive. Ha ricevuto dalla Repubblica Ceca una versione ampiamente modernizzata del carro sovietico T-72, denominata EA in quanto realizzata dall'azienda ceca Excalibur Army.
Alla fine di giugno la brigata è stata schierata nella regione di Luhans'k, a ovest di Svatove. A luglio è stata interessata insieme alla 66ª Brigata meccanizzata da pesanti attacchi russi, venendo quindi rinforzata da elementi della 14ª Brigata meccanizzata e della 25ª Brigata aviotrasportata. Il 10 novembre ha ricevuto ufficialmente un nuovo stemma, che ha sostituito quello temporaneo assegnato in precedenza. Ha combattuto nell'area di Kup"jans'k fino alla primavera del 2024. A maggio è stata trasferita nella regione di Sumy.
Alla fine di luglio la brigata è stata nuovamente schierata al fronte, venendo inviata a rinforzare la 41ª Brigata meccanizzata in difficoltà nel settore di Torec'k. All'inizio di settembre ha respinto numerosi assalti russi in direzione di Šumy e Zalizne. Successivamente è stata impiegata a difesa della città di Pokrovs'k dall'offensiva russa insieme alla 155ª Brigata meccanizzata. Il 5 maggio 2025, in occasione della Giornata della Fanteria, la brigata è stata insignita del titolo onorifico "Acciaio" dal presidente ucraino Volodymyr Zelens'kyj.

## Struttura
- Comando di brigata[16]
- 1º Battaglione meccanizzato
- 2º Battaglione meccanizzato
- 3º Battaglione meccanizzato
- 41º Battaglione fucilieri (unità militare A4066)[17]
- 403º Battaglione fucilieri (Žytomyr, unità militare A4835)[18]
- 405º Battaglione fucilieri (Černihiv, unità militare A4863)[19]
- Battaglione corazzato (T-72EA e T-64BV)
- Battaglione sistemi senza pilota "Umbrella"
- Gruppo d'artiglieria
  - Battaglione artiglieria campale (D-30)
  - Battaglione artiglieria semovente (2S1 Gvozdika)
  - Battaglione artiglieria lanciarazzi
  - Battaglione artiglieria controcarri
- Battaglione artiglieria missilistica contraerei
- Battaglione genio
- Battaglione manutenzione
- Battaglione logistico
- Compagnia ricognizione
- Compagnia comunicazioni
- Compagnia radar
- Compagnia difesa NBC
- Compagnia medica

## Simboli
Lo stemma della brigata è partito di rosso, colore che simboleggia il coraggio, l'amore, il fuoco e la generosità, e di nero, che rappresenta il desiderio di vittoria, la forza, la tenacia, la saggezza e l'onore. Al centro si trovano tre spade dorate incrociate, simbolo di volontà a proteggere la madrepatria e vendetta di sangue. Le tre spade raffigurate sono la spada di Svjatoslav il Coraggioso, la leggendaria spada di Ares e un acinace, antica spada scita, a rappresentare l'eredità delle tradizioni militari ucraine.

## Comandanti
- Colonnello Denys Merzlikin (febbraio 2023 - febbraio 2024)[21]
- Colonnello Jurij Kovcur (febbraio 2024 - settembre 2024)[22]
- Tenente colonnello Oleksandr Pancyrnyj (settembre 2024 - dicembre 2024)[23]
- Colonnello Oleksij Šum (dicembre 2024 - in carica)[24]